# Taipan velký
Taipan velký, někdy též taipan pobřežní (Oxyuranus scutellatus) je jeden z nejjedovatějších hadů žijící na pobřeží Austrálie a Papui Nové Guineje. Jeho uštknutí dokáže usmrtit člověka do jedné hodiny. Patří do čeledi korálovcovitých hadů.
Obstarává si potravu obvykle v průběhu dne, ale za velmi teplého počasí loví i v noci. Jeho kořistí jsou myši a krysy, proto ho přitahují stodoly, farmy a jiné lidské příbytky.

## Výskyt
Taipan velký se vyskytuje pouze v Austrálii a na ostrovech Nové Guineje. Také ve dvou indonéských provinciích a na západní straně ostrova Papua Nová Guinea. Konkrétně v Austrálii vyhledává hlavně severní, východní a severovýchodní část světadílu. Většinou žije do stokilometrové vzdálenosti od pobřeží. V oblastech, kde se druh vyskytuje, zpravidla neklesá teplota pod 20 °C.

### Vhodné prostředí
Taipani velcí se vyskytují v teplých, mírných, vlhkých až tropických oblastech blízko pobřeží, nejčastěji ve vlhkých a hustých lesích. V Queenslandu se dokázali dobře přizpůsobit i třtinovým polím, kvůli čemuž na ně lze často narazit. V noci hadi zalézají do opuštěných zvířecích nor nebo dutých kulatin.

### Poddruhy
- Oxyuranus scutellatus canni (Slater, 1956); obývá celou jižní část ostrova Nová Guinea (disponuje údajně silnějším jedem)[2]
- Oxyuranus scutellatus scutellatus (W. Peters, 1867); obývá pobřežní Queenslandu, severní části Severního teritoria a severovýchodní části západní Austrálie

## Popis

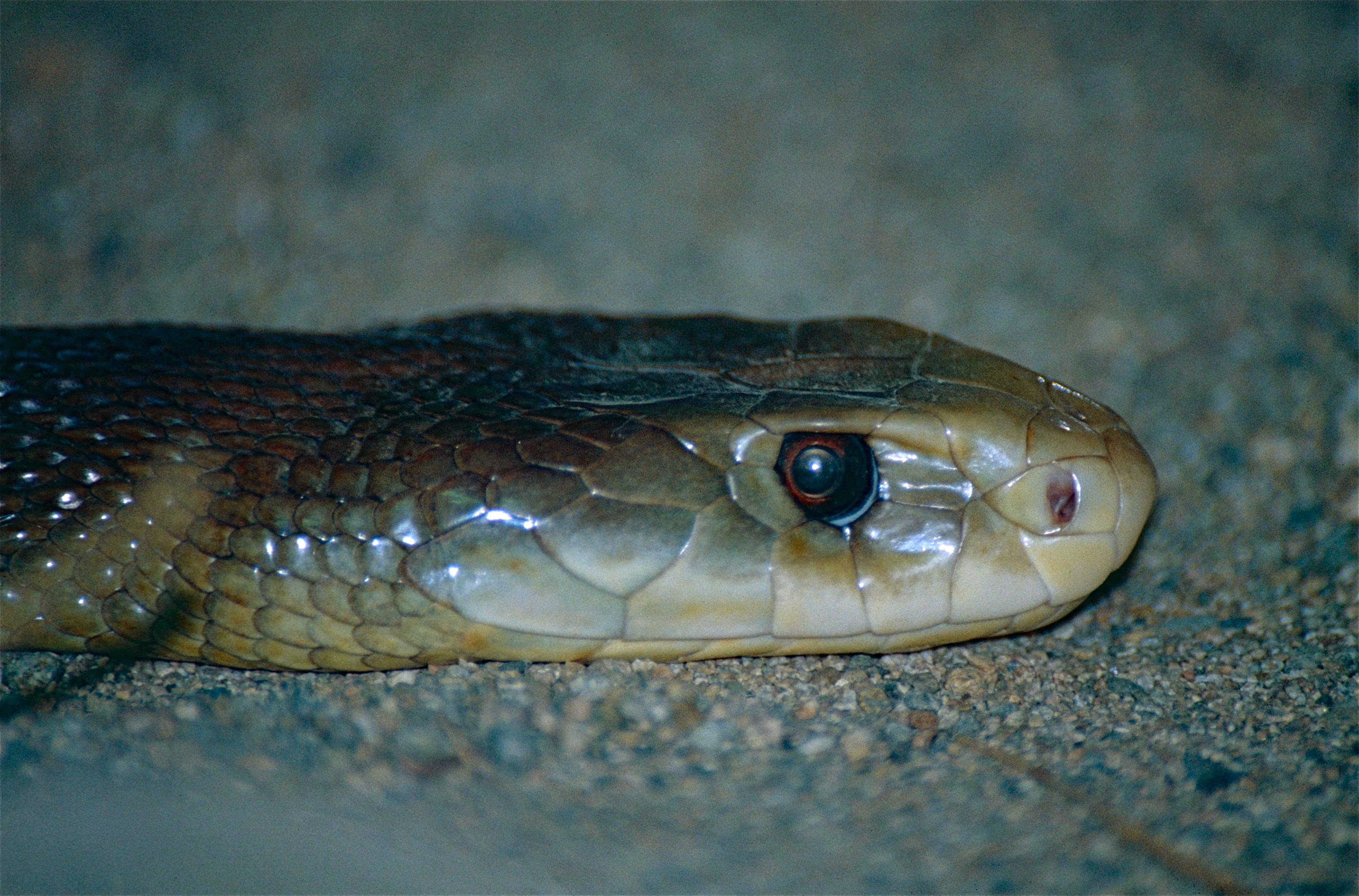
Hlava taipana velkého

Taipan velký je velký druh hada, jeden z největších v Austrálii. Zároveň se řadí mezi nejdelší jedovaté hady světa, kdy delší jsou pravidelně jen kobra královská, mamba černá a někteří křovináři; přibližně stejných nebo o málo větších rozměrů dorůstá ještě pakobra australská. Pohlavní dospělosti dosahuje taipan při velikosti okolo 1,2 m. Starší jedinec měří obvykle mezi 1,5 až 2 m, někdy i více. Příbuzný taipan menší dorůstá v průměru stejné nebo jen o málo menší velikosti. Váha dvoumetrového jedince se pohybuje okolo 3 kg. Dle Queenslandského muzea nejdelší jedinec taipana velkého měřil 2,9 m a vážil 6,5 kg, nicméně se předpokládá existence i více než třímetrových kusů.
Přestože se může zdát, že je taipan velký velmi podobný mambě černé, jsou patrné některé rozdíly v morfologii i chování. Je obvykle poněkud kratší a má světlejší hlavu. Zbarvení zbytku těla se liší, od olivově zelené až po černou a vyskytují se i oranžové nebo růžové skvrnky. V létě jeho barva bledne, naopak v zimě se stává tmavším. Oči jsou kulaté, světle hnědé až oříškové barvy.

### Jed
Taipan velký je v pořadí asi třetím nejjedovatějším hadem na světě, pravděpodobně ještě silnějším jedem disponují jen taipan menší a pakobra východní, nicméně taipan velký má větší zásoby jedu než oba zmíněné druhy. Jiné autority tento druh považují za jednoho z nejjedovatějších vůbec, kterému se mohou vyrovnat jen největší exempláři kobry královské. Většinou však taipan není agresivní, útočí pouze v nouzi, je-li zahnán do kouta či napaden. Potom bleskurychle uštkne více než 10 mm dlouhými jedovými zuby, které jsou v porovnání s jinými korálovcovitými hady mohutnější. Při útoku had často uštkne více než jednou. Taipan velký má tolik jedu, že by jím mohl usmrtit 80 až 100 osob (v jeho jedových žlázách se nachází 400–500 mg jedu a smrtelná dávka se rovná 5 mg). Jed je vysoce neurotoxický, se silně koagulačními účinky, které způsobí ochabnutí svalů a následně udušení oběti. Další extrémně účinně snižují krevní tlak, což vede k mdlobám. Kousnutí taipana je v 80 % případů smrtelné (především záleží na množství vpraveného jedu). Jed účinkuje velmi rychle a k úmrtí může dojít i během několika minut. Je znám případ, kdy dospělý kůň uhynul po pěti minutách od uštknutí.
Sérum proti jedu taipana je k dispozici od roku 1955. Velkou zásluhu na tom má australský herpetolog a lovec hadů Kevin Budden, který v roce 1950 odchytil jako první dospělého taipana velkého, jehož jed posloužil k vývoji séra. Tento úspěch stál lovce život – když chtěl hada schovat do pytle, byl kousnut do ruky a zemřel v nemocnici den po uštknutí.
Brendan James Murray ve své knize Venom (Jed), která se zabývá vývojem séra proti jedu taipana, uvádí, že jediným člověkem, o němž je známo, že přežil uštknutí taipanem bez podání antiséra, je George Rosendale, Austrálec z kmene Guugu Yimithirr, uštknutý v Hope Vale v roce 1949. Murray píše, že Rosendalův stav byl tak závažný, že vzorky jeho krve, které pacientovi posléze ukázaly zdravotní sestry, byly zcela černé.
Výzkum taipaního jedu pomohl ve vývoji řady léků, především léků snižujícím vysoký krevní tlak.